# Erik L'Homme
Erik L'Homme (Grenoble, 22 dicembre 1967) è uno scrittore francese di letteratura per ragazzi.

## Biografia
Ha trascorso la sua infanzia a Dieulefit in Provenza presso la famiglia della madre. Da sempre ama il contatto con la natura, che circonda la casa in cui vive, e la lettura di libri che lo portano a viaggiare con la fantasia. 
Con una laurea in storia in tasca, è partito alla conquista di paesi lontani, sulle tracce degli eroi delle sue letture, giramondo e poeti. Questi viaggi l'hanno portato a visitare tante mete, dalle montagne dell'Asia centrale sulle tracce di un uomo selvaggio, fino alle Filippine in cerca di un tesoro favoloso. Ritornato a casa in Provenza, oggi dirige la rivista "Jeunes pour la nature", fa lunghe camminate e scrive romanzi.
Ha scritto la trilogia de Il libro delle stelle (Qadehar lo stregone, Il signore di Sha e Il volto dell'ombra). 
Le sue opere sono state tradotte in venti lingue.

## Opere

### Il libro delle stelle
1. Qadehar lo stregone (Le livre des Étoiles - I. Qadehar le Sorcier, Paris, Éditions Gallimard Jeunesse, 2001) - traduzione di Maria Vidale, Trieste, Edizioni EL, 2004, ISBN 88-477-1381-1. 
 Il giovane Guillemot scopre la sua straordinaria predisposizione per la magia e diventa Apprendista Stregone, una strada lunga e difficile che richiede studio, applicazione e sacrifici. Iniziato ai sortilegi del 'Libro delle stelle' dallo Stregone Qadehar, Guillemot sarà costretto a usarli prima del previsto. Un misterioso rapimento difatti costringe lui e i suoi amici a partire per un viaggio iniziatico nel Mondo Incerto, durante il quale avranno modo di mettere alla prova il loro valore, di resistere al fascino ambiguo del male, di sperimentare la disperazione e l'esaltazione del coraggio, di mettere alla prova l'amicizia, l'anima, l'amore.
2. Il signore di Sha (Le livre des Étoiles - II. Les Seigneur Sha, Paris, Éditions Gallimard Jeunesse, 2002) - traduzione di Maria Vidale, Trieste Edizioni EL, 2005, ISBN 88-477-1623-3
 Dopo lo straordinario viaggio nel Mondo Incerto, Guillemot è tornato al monastero di Gifdu per continuare i suoi studi di apprendista stregone. Nello stesso tempo la congrega delle streghe ha deciso di inviare una spedizione per mettere fine alle minacce dell'Ombra, creatura demoniaca. Ma l'impresa fallisce. Da quel momento la situazione precipita: lo stregone Qadehar, accusato di essere il responsabile della sconfitta, deve fuggire....
3. Il volto dell'ombra, (Le livre des Étoiles - III. Le Visage de l'Ombre, Paris, Éditions Gallimard Jeunesse, 2001) - traduzione di Maria Vidale, Trieste Edizioni EL, 2006, ISBN 88-477-1657-8
 Come un fulmine a ciel sereno, la Terra d'Yskar è percorsa da una funesta notizia: Guillemot, il giovane allievo del Maestro Qadehar, è stato rapito dall'Ombra. La misteriosa creatura che si cela sotto un mantello di tenebre vuole servirsi dell'Apprendista Stregone per decifrare "Il libro delle stelle". Infatti, solo allora potrà coronare il suo diabolico piano: diventare il signore assoluto dei Tre Mondi. Ma gli inseparabili amici di Guillemot e il suo affezionato Maestro non hanno alcuna intenzione di abbandonare il ragazzo-Stregone. Ha così inizio un'entusiasmante lotta fra la magia delle stelle e il potere demoniaco delle tenebre....

### Altre opere
- Cane-di-luna, Edizioni EL, 2006, ISBN 978-88-477-1830-2 
L'impero dei generali-conti di Nifhell regna pacificamente da tre secoli, permettendo agli abitanti dei pianeti di spostarsi liberamente nel sistema solare di Drasill. Ma ora la pace è minacciata: il diabolico khanato di Muspell ha sferrato l'attacco al Pianeta Morto, e ai generali-conti non resta che passare al contrattacco. Il comando è affidato al valoroso capitano Vranken di Xaintrailles, detto Cane-di-luna. Ignari della pericolosa avventura che li attende, tre giovani stagisti si imbarcano sul suo vascello: Xàvier aspirante capitano, Mòrgane, aspirante profetessa, e Mark, aspirante cuoco. Tra agguati, misteri e battaglie senza esclusione di colpi, saranno proprio loro a decidere le sorti dell'impero....